# Hafen von Nouméa

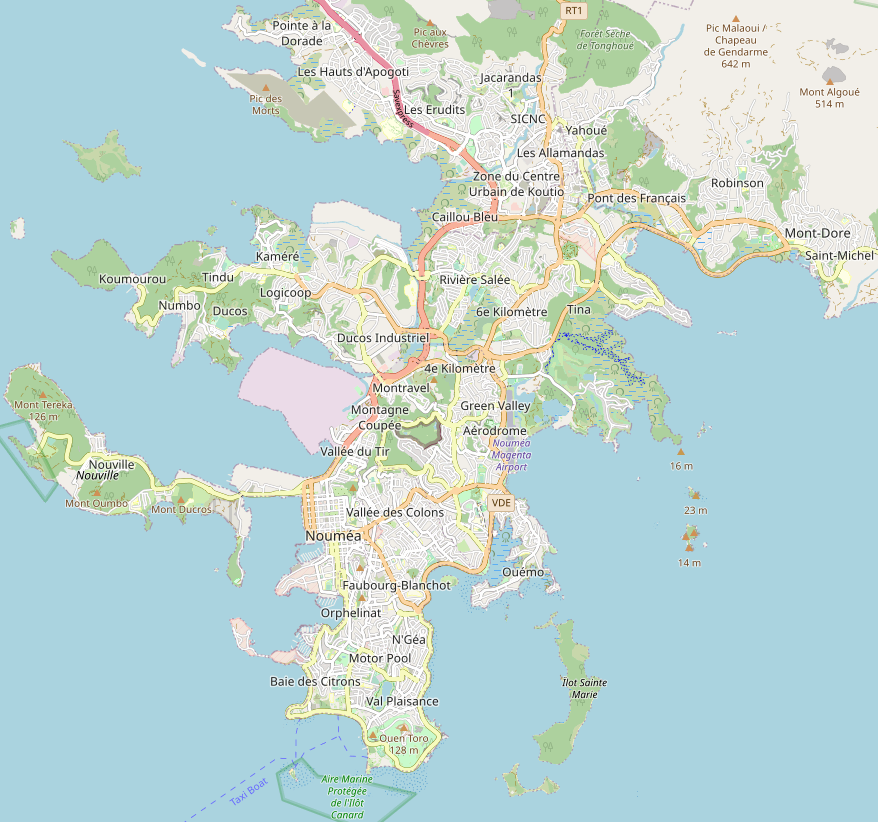
Karte von Nouméa

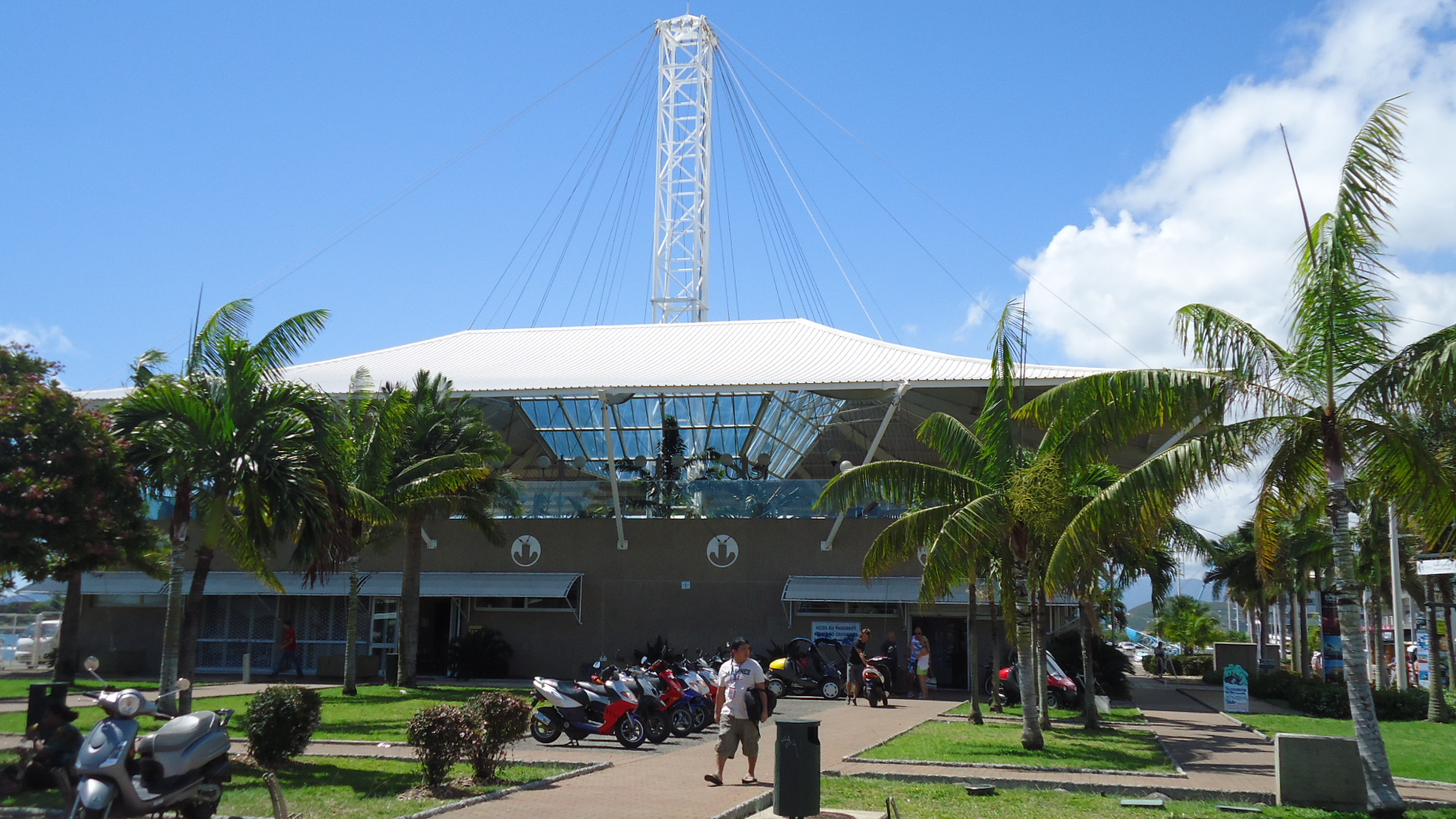
Der Maritime Bahnhof (Gare maritime) im Hafen von Nouméa

Der Hafen von Nouméa (franz. Port de Nouméa) ist der größte Hafen von Neukaledonien und der zweitgrößte Hafen aller französischen Überseegebiete.

## Geographie
Er erstreckt sich von einer Halbinsel am Rand des Stadtzentrums von Nouméa bis auf die Île Nou und umfasst eine Fläche von über 1000 ha. Sowie im nördlich der Halbinsel liegenden Bereich (Grande Rade), als auch im südlichen (Petite Rade) befinden sich die verschiedenen Kais für Handels-, Küsten- und Kreuzfahrtschiffe, Erdölfrachter und Fischerboote sowie der Privatkai des Unternehmens Société le Nickel (SLN) können Schiffe bis zu einem Tiefgang von 10,5 m anlegen.

## Geschichte
Der Bau der Hafenanlagen begann 1875 und wurden 1905 beendet. Nachdem die Vereinigten Staaten in Nouméa 1942 eine Militärbasis eingerichtet hatten, wurde in den folgenden Jahren die Erweiterung des Hafens durch zusätzliche Kais und eine Schiffsreparaturstätte auf der Île Nou erforderlich. 1956 wurde auf Nou eine neue Slipanlage, später wurden auch Anlegestellen für Fischerboote und Lagerhallen gebaut. Mit dem Beginn des Nickelbooms Ende der 1960er Jahre wurden die Hafenanlagen durch weitere Kais vergrößert und 1974 wurde die erste Marina geschaffen. 1993 wurde endlich die Banc de l’infernal („Höllenbank“), eine seit über einhundert Jahren für die Navigation gefährliche Sandbank, in der Reede von Nouméa, entfernt. In den folgenden Jahren wurde der Hafen um 10 ha erweitert und u. a. mit Schiffsstellplätzen im Trockenen, einer „Überwinterungszone“, Wasserrampen, mehreren Gebäuden sowie einem neuen „maritimen Bahnhof“ (gare maritime) für die Fährschiffe zu den Loyalitätsinseln und der Île des Pins im Jahr 2001 ausgestattet. 2018/19 wurde der Kai für Handelsschiffe an der Grande Rade auf 1000 m verlängert und der Zufahrtskanal für Schiffe bis 12,5 m Tiefgang ausgebaggert. Seit März 2022 werden die Importe und Exporte des Hafens durch ein digitales System (Ci5) erfasst, mit dem er in einen „smart port“ verwandelt werden soll.

## Aktivitäten
Im Hafen von Nouméa werden alle nach Neukaledonien eingeführten Konsumgüter umgeschlagen. Den größten Anteil haben die Erdölprodukte (rd. 386.000 t), gefolgt von festen Mineralien (rd. 270.000 t), Lebensmitteln (rd. 215.000 t), Baustoffen (rd. 148.000 t), Chemieprodukten (rd. 50.000 t) und Fahrzeugen (rd. 23.000 t) (Angaben für 2021). Die Küstenschifffahrt zu den anderen Inseln des Archipels wird von den Unternehmen CMI, Stiles und Transwebuihonne für den Warentransport sowie den Fahrzeugfähren der Sudîles durchgeführt. Für den Hafen wird der Kreuzfahrttourismus immer bedeutender. Im Jahr 2017 legten 201 Kreuzfahrtschiffe mit insgesamt rund 472.000 Passagieren an. Nach Schiffstyp geordnet sind die am häufigsten anlegenden Wasserfahrzeuge Segelboote (49 %), Sportboote (20 %), Containerschiffe (7 %), Fischerboote (3 %) und Öl-/Chemietanker (2 %).

## Organisation
Juristisch-organisatorisch ist der Hafen von Nouméa seit dem 1. Januar 1968 eine öffentlich-rechtliche Anstalt. Seit 1991 trägt sie den offiziellen Namen Port Autonome de la Nouvelle-Calédonie und wird seit Mitte 2016 von Daniel Houmbouy geleitet. Der Verwaltungsrat besteht aus Mitgliedern verschiedener politischer Institutionen, Vertretern der Hafenbenutzer sowie Eigentümern privater Infrastrukturen, die sich im Hafen niedergelassen haben.